# Great Central Road

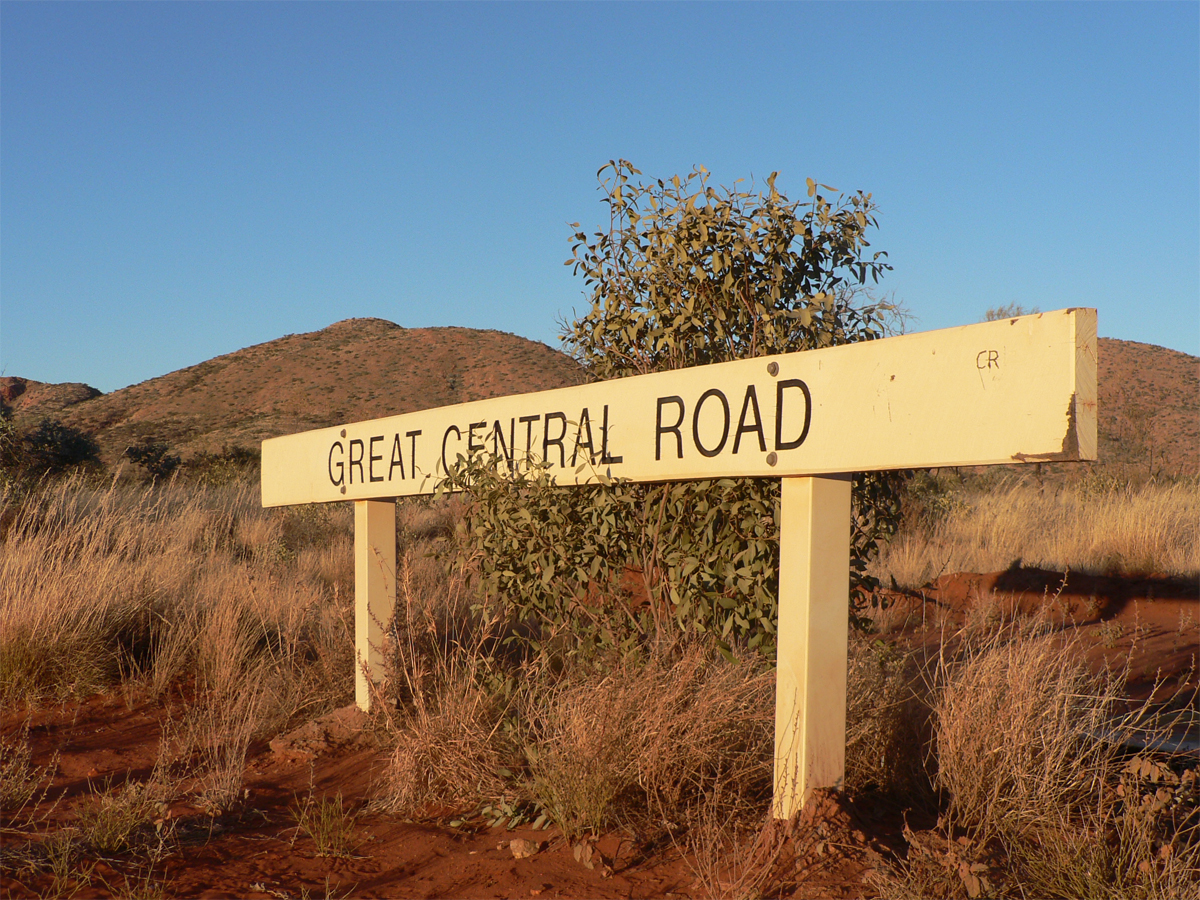
Straßenschild

Die Great Central Road ist eine weitgehend unbefestigte Outback-Piste in der Mitte und im Osten des australischen Bundesstaates Western Australia und im Südwesten des angrenzenden Northern Territory. Sie verbindet die Kleinstadt Laverton in Western Australia mit dem Lasseter Highway in Kata Tjuṯa im Northern Territory beim Uluṟu (Ayers Rock).  Es handelt sich um die direkte Verbindung zwischen Perth und Zentral-Australien.
Die Great Central Road ist mit ihrer gesamten Länge Teil des Outback Highways, der 2800 Kilometer durch das Zentrum Australiens verläuft.

## Verlauf

### Western Australia
Die Great Central Road beginnt in Laverton in Richtung Nordosten. Etwa 20 Kilometer von der Kleinstadt entfernt befindet sich eine Kontrollstation für Lebensmittel. Nach Western Australia darf bestimmtes Risikomaterial wie etwa Gemüse, Honig, Pflanzensamen, Kartoffeln, Zwiebeln und Pflanzen nicht eingeführt werden. Ein mobiler Inspektor kontrolliert gelegentlich die Fahrzeuge und bestraft bei Zuwiderhandlung.
Die Piste durchquert das Outback von Südwesten nach Nordosten zwischen der Großen Victoria-Wüste im Südosten und der Gibsonwüste im Nordwesten. Einzige größere Siedlung ist Warburton, wo der Gunbarrel Highway von Norden auf die Straße stößt und bis kurz vor der Grenze zum Northern Territory gemeinsam mit ihr verläuft. Dort tritt die Great Central Road auch in das von Aborigines der Tjukaruru verwaltete Gebiet der Central Reserve ein. Für die Benutzung wird eine Genehmigung („Permit“) benötigt.

### Northern Territory
Wenige Kilometer westlich des Docker River und der gleichnamigen Siedlung überquert die Great Central Road die Grenze zum Northern Territory und verläuft von dort nach Ost-Südosten entlang der Petermann Ranges. In diesem Bereich wird die Straße auch Tjukaruru Road genannt. Nach 181 Kilometern ist Kata Tjuṯa und das westliche Ende des Lasseter Highway (S4) erreicht. Hier endet die Straße.
Der höchste Punkt im Verlauf der Straße liegt auf 637, der niedrigste auf 563 Meter über Meer.

## Straßenzustand und Tankstellen

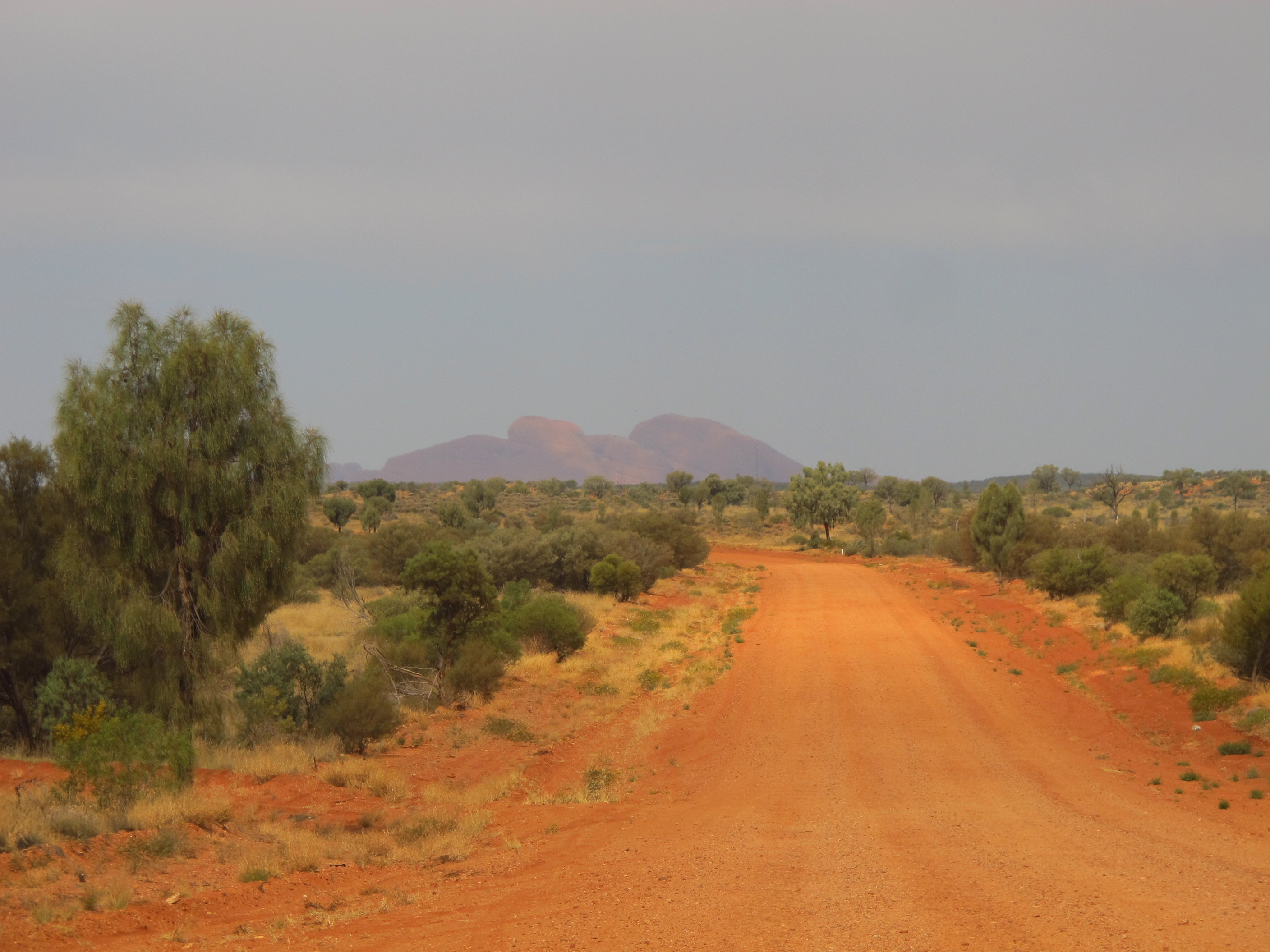
Tjukaruru Road

Das Verkehrsaufkommen beträgt etwa 10.000 Fahrzeuge jährlich. Es wird ein Fahrzeug mit Allradantrieb empfohlen. Die Straße ist in Western Australia teilweise gut planiert und wäre damit teilweise für herkömmliche Autos geeignet. Die Strecke zwischen der Grenze zum Northern Territory und Kata Tjuta ist jedoch seit Jahren in ausgesprochen schlechtem Zustand und auch mit einem allradbetriebenen Fahrzeug nur mit Vorsicht zu befahren. Für Notfälle wird die Mitnahme eines Funkgeräts oder Satellitentelefons empfohlen.
Tankstellen und Roadhouses befinden sich in (Entfernung in Kilometern von Westen kommend ab Laverton) Cosmo Newberry (85), Tjukayirla Roadhouse (300), Warburton (560), Warakurna Roadhouse (786) und Kaltukatjara (Docker River) (890). In  Yulara, 43 Kilometer östlich des Straßenendes am Lasseter Highway und Nordrand des Nationalparks, besteht eine weitere Tankmöglichkeit.
Die Strecke durchquert Aborigines-Reservate, und Reisende benötigen zwei Genehmigungen (Permit), die kostenfrei beim Department of Indigenous Affairs erhältlich sind.

## Sehenswürdigkeiten
Die bekanntesten Sehenswürdigkeiten dieser Straße befinden sich an ihrem östlichen Ende im Northern Territory: Kata Tjuṯa und Uluṟu, beide innerhalb des Uluṟu-Kata-Tjuṯa-Nationalpark.
Weitere Attraktionen sind Lasseter's Cave, die Petermann Ranges, die Wetterstation von Giles, Lake Throssell, Lake Yeo Nature Reserve, das Beegull Waterhole und Empress Spring.